# Enas Mostafa
Ahmed Enas Mostafa Youssef – (1 de enero de 1989) es una deportista egipcia que compite en lucha libre. Ganó una medalla de oro en los Juegos Panafricanos de 2015. Conquistó siete medallas en el Campeonato Africano entre los años 2009 y 2015.
Participó en los Juegos Olímpicos de Verano de Río de Janeiro 2016 consiguiendo un quinto lugar en la categoría de 69 kg.

## Palmarés internacional
| Juegos Panafricanos | Juegos Panafricanos               | Juegos Panafricanos | Juegos Panafricanos |
| Año                 | Lugar                             | Medalla             | Categoría           |
| ------------------- | --------------------------------- | ------------------- | ------------------- |
| 2015                | Brazzaville (República del Congo) | Medalla de oro      | 69 kg               |
| Campeonato Africano |                                   |                     |                     |
| Año                 | Lugar                             | Medalla             | Categoría           |
| 2009                | Casablanca (Marruecos)            | Medalla de bronce   | 72 kg               |
| 2010                | El Cairo (Egipto)                 | Medalla de plata    | 67 kg               |
| 2011                | Dakar (Senegal)                   | Medalla de bronce   | 63 kg               |
| 2012                | Marrakech (Marruecos)             | Medalla de bronce   | 63 kg               |
| 2013                | Yamena ()                         | Medalla de oro      | 67 kg               |
| 2014                | Túnez (Túnez)                     | Medalla de oro      | 69 kg               |
| 2015                | Alejandría (Egipto)               | Medalla de oro      | 69 kg               |